# Hove Mobile Park
Hove Mobile Park er en spøgelsesby i Cavalier County, North Dakota, USA. Befolkningen var 2 i året 2000. Ifølge United States Census Bureau, var Hove Mobile Park én af kun fem byer i USA med en befolkning på to mennesker.